# Tadeusz Pieciukiewicz
Tadeusz Pieciukiewicz (ur. 18 października 1950) – pułkownik pilot Sił Powietrznych RP, doktor nauk wojskowych.

## Życiorys
W okresie od 14 listopada 1969 roku do 6 stycznia 1974 roku był podchorążym Wyższej Oficerskiej Szkoły Lotniczej im. Janka Krasickiego w Dęblinie. Po ukończeniu szkoły i promocji przez dwa dni pozostawał w dyspozycji dowódcy 3 Brandenburskiej Dywizji Lotnictwa Szturmowo-Rozpoznawczego, a następnie został przydzielony do 40 Pułku Lotnictwa Myśliwsko-Szturmowego w Świdwinie i wyznaczony na stanowisko pilota. 10 lutego 1975 roku awansował na stanowisko starszego pilota, a 24 grudnia tego roku na stanowisko dowódcy klucza lotniczego. W okresie od 1 lutego 1977 roku do 6 czerwca 1977 roku ukończył kurs przeszkolenia na samoloty Su-20 w radzieckiej Wyższej Szkole Lotniczo-Technicznej. Po powrocie do kraju objął poprzednio zajmowane stanowisko w macierzystym pułku. 13 czerwca 1977 roku został dowódcą klucza lotniczego w 7 Brygadzie Lotnictwa Bombowo-Rozpoznawczego w Powidzu, a 23 listopada 1979 roku awansował na stanowisko zastępcy dowódcy eskadry do spraw liniowych. W okresie od 11 września 1980 roku do 1 lipca 1983 roku był słuchaczem Wojskowej Akademii Lotniczej w Monino, w grupie dowódczo-sztabowej Wojsk Lotniczych.
Odznaczony Krzyżem Kawalerskim Orderu Odrodzenia Polski (22 czerwca 1998).
- 2 lipca 1983 – 8 grudnia 1984 – dowódca eskadry lotnictwa bombowo-rozpoznawczego – 7 Pułk Lotnictwa Bombowo-Rozpoznawczego
- 9 grudnia 1984 – 9 września 1985 – p.o. zastępcy dowódcy pułku ds. szkolenia – 7 Pułk Lotnictwa Bombowo-Rozpoznawczego
- 10 września 1985 – 8 maja 1987 – p.o. starszego nawigatora dywizji – 3 Dywizja Lotnictwa Myśliwsko-Bombowego
- 9 maja 1987 – 19 marca 1990 – starszy nawigator wydziału służb – 3 Dywizja Lotnictwa Myśliwsko-Bombowego
- 20 marca 1990 – 15 września 1990 – starszy wykładowca personelu naukowo-dydaktycznego – Akademia Sztabu Generalnego Wojska Polskiego – Warszawa
- 16 września 1990 – 29 lipca 1992 – starszy wykładowca zespołu pracowników naukowo-dydaktycznych – Akademia Obrony Narodowej – Warszawa
- 30 lipca 1992 – 5 listopada 1992 – starszy specjalista oddziału szkolenia lotniczego – szef Wojsk Lotniczych – Wojska Lotnicze i Obrony Powietrznej – Warszawa
- 6 listopada 1992 – 18 lipca 1996 – szef oddziału nawigacyjnego i zastosowania bojowego – szef Wojsk Lotniczych – Wojska Lotnicze i Obrony Powietrznej – Warszawa
- 1996 – U.S. Army War College, Carlisle Barracks (Pensylwania)
- 19 lipca 1996 – 27 marca 2000 – szef oddziału lotnictwa taktycznego – szef Wojsk Lotniczych – Wojska Lotnicze i Obrony Powietrznej – Warszawa
- 28 marca 2000 – 8 lutego 2002 – zastępca szefa zarządu planowania operacji (G-5) – Wojska Lotnicze i Obrony Powietrznej – Warszawa
- 18 sierpnia 2001 – 10 lutego 2002 – Akademia Obrony NATO
- 9 lutego 2002 – 15 stycznia 2004 – dowódca – Centrum Operacji Powietrznych – Warszawa